# Paul Aste
Paul Aste (* 5. Dezember 1916 in Matrei am Brenner; † 29. März 1988) war ein österreichischer Rennrodler und Bobsportler.

## Karriere

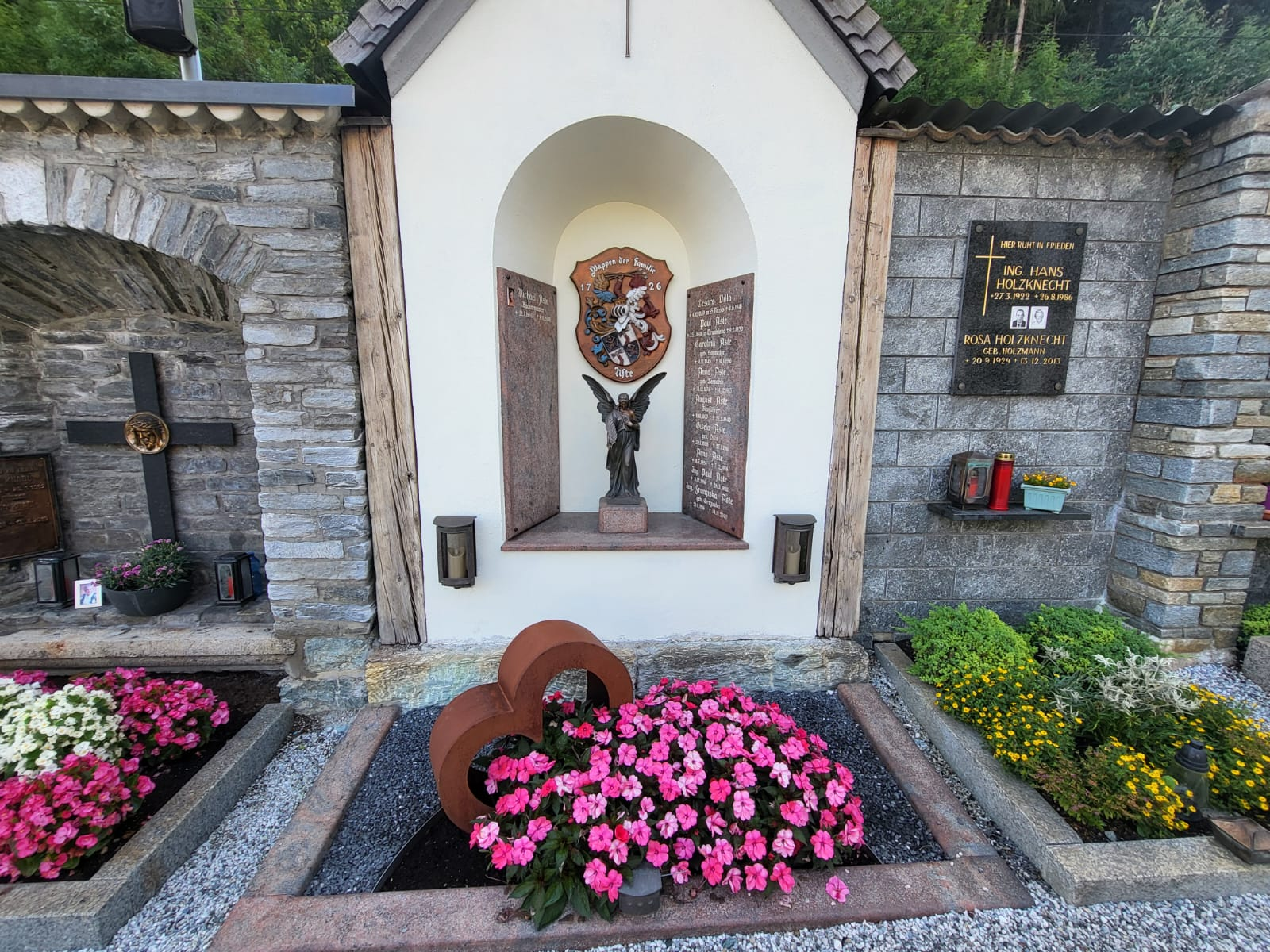
Grabstätte auf dem Friedhof in Matrei

Paul Aste war einer der erfolgreichsten Rennrodler nach dem Zweiten Weltkrieg. Er gewann die erste Nachkriegseuropameisterschaft 1951 in Igls vor seinen Landsleuten Willi Lache und Hermann Mayregger. 1952 musste er sich hinter Rudolf Maschke mit der Silbermedaille begnügen. Ein zweites und ein drittes Mal war er 1953 und 1955 Europameister. Im Doppelsitzer gewann er 1952 zusammen mit Heinrich Isser die Europameisterschaft, ein Jahr später hinter Hans Krausner/Wilhelm Lache Silber. 1955 wurde er mit Heinrich Isser erneut Europameister. 1948 und 1950 wurde er im Einsitzer, 1950 zudem mit Josef Kolb im Doppelsitzer Tiroler Meister.
1955 konnte Aste im Bobsport dann eine Weltmeisterschaftsmedaille erringen, im Zweierbob mit Josef Isser erzielte er den zweiten Platz. Im Jahr 1958 gelang ihm mit Heinrich Isser wiederum der Sprung auf das Podium, diesmal wurde er Drittplatzierter, ebenfalls im Zweierbob.
Bei den Olympischen Winterspielen 1964 in Innsbruck sprach er den olympischen Eid während der Eröffnungsfeier am 29. Januar. Im selben Jahr erhielt er das Goldene Verdienstzeichen der Republik Österreich.
Paul Aste ruht in der Familiengrabstätte auf dem Friedhof in Matrei.